# Fernando Lamas
Fernando Lamas, nome completo Fernando Álvaro Lamas y de Santos (Buenos Aires, 9 gennaio 1915 – Los Angeles, 8 ottobre 1982), è stato un attore, regista e nuotatore argentino naturalizzato statunitense.

## Biografia
Durante gli anni della sua formazione scolastica a Buenos Aires, Lamas si dedicò sia allo sport che al teatro, e più tardi abbandonò definitivamente gli studi universitari di legge. Sulle scene fin dall'età di 19 anni, nel 1937 vinse i campionati latino-americani di nuoto stile libero, ottenendo un ritorno pubblicitario tale da assicurargli un lavoro alla radio.
Dal 1939 apparve sul grande schermo in patria, in film come Storia di una donna perduta (1948) di Luis Saslavsky, e solo nel 1949 un contratto con la MGM lo portò a Hollywood. Fu molto popolare durante gli anni cinquanta, grazie a ruoli in fastosi film d'avventura e in costume, nei quali si distinse per la prestanza fisica e l'aspetto da latin lover, doti che gli fecero raggiungere vasta popolarità ma che lo imprigionarono in un cliché difficilmente superabile.
Tra le sue interpretazioni, da ricordare quella del conte Danilo ne La vedova allegra (1952) di Curtis Bernhardt, accanto a Lana Turner. Il declino della sua carriera cinematografica negli anni sessanta lo portò verso i palcoscenici di Broadway e la televisione, dove si cimentò anche come regista di diversi telefilm di successo. Per il grande schermo diresse due pellicole non di primo piano, La fuente mágica (1963) e The Violent Ones (1967).
L'attore è stato citato in una fortunata serie di sketch del Saturday Night Live negli anni 80', aventi come protagonista il donnaiolo Fernando, impersonato dal comico, attore e regista Billy Crystal, che nasce come una parodia diretta del noto attore e che è diventato un personaggio cult sia dello show sia anche della lunga serie di personaggi interpretati da Crystal. Una delle frasi abituali pronunciata da Fernando, poi diventata molto famosa e citata molte volte, è la popolarissima ''Darling, you look mahvelous!'', che dà anche il titolo a una fortunata canzone incisa da Crystal nelle vesti del personaggio nel 1986 è che contenuta nell'album comico dello stesso Crystal Mahvelous!. L'arrangiamento della canzone è curata da Paul Shaffer, già autore della popolarissima It's Raining Men del 1982.

## Vita privata
Dal matrimonio con l'attrice Arlene Dahl, con la quale fu sposato dal 1954 al 1960, ebbe il figlio Lorenzo Lamas, anch'egli diventato attore e regista. Nel 1969 si risposò con l'attrice Esther Williams. Il matrimonio durò fino alla morte di Lamas, avvenuta nel 1982 a causa di un tumore al pancreas.

## Filmografia parziale

### Cinema
- Storia di una donna perduta (Historia de una mala mujer), regia di Luis Saslavsky (1948)
- La lama di Toledo (The Avengers), regia di John H. Auer (1950)
- Ricca, giovane e bella (Rich, Young and Pretty), regia di Norman Taurog (1951)
- L'avventuriera (The Law and the Lady), regia di Edwin H. Knopf (1951)
- La historia del tango, regia di Manuel Romero (1951)
- La vedova allegra (The Merry Widow), regia di Curtis Bernhardt (1952)
- Vita inquieta (The Girl Who Had Everything), regia di Richard Thorpe (1953)
- Sangaree, regia di Edward Ludwig (1953)
- Nebbia sulla Manica (Dangerous When Wet), regia di Charles Walters (1953)
- Il diamante del re (The Diamond Queen), regia di John Brahm (1953)
- Il tesoro del Rio delle Amazzoni (Jivaro), regia di Edward Ludwig (1954)
- Rose Marie, regia di Mervyn LeRoy (1954)
- La ragazza di Las Vegas (The Girl Rush), regia di Robert Pirosh (1955)
- Mondo perduto (The Lost World), regia di Irwin Allen (1960)
- Duello nella Sila, regia di Umberto Lenzi (1962)
- D'Artagnan contro i 3 moschettieri, regia di Fulvio Tului (1963)
- La fuente mágica, regia di Fernando Lamas (1963)
- I mercenari di Macao (Kill a Dragon), regia di Michael D. Moore (1967)
- The Violent Ones, regia di Fernando Lamas (1967)
- El Verdugo (100 Rifles), regia di Tom Gries (1969)
- Won Ton Ton, il cane che salvò Hollywood (Won Ton Ton: the Dog Who Saved Hollywood), regia di Michael Winner (1976)
- A proposito di omicidi... (The Cheape Detective), regia di Robert Moore (1978)

### Televisione
- Pursuit – serie TV, episodio 1x06 (1958)
- Climax! – serie TV, episodio 4x31 (1958)
- I racconti del West (Zane Grey Theatre) – serie TV, episodio 3x21 (1959)
- La legge di Burke (Burke's Law) – serie TV, episodi 1x20-2x22 (1964-1965)
- Il virginiano (The Virginian) – serie TV, episodio 3x30 (1965)
- I giorni di Bryan (Run for Your Life) – serie TV, episodi 1x03-1x17-2x06-3x02-3x09 (1965-1967)
- Agenzia U.N.C.L.E. (The Girl from U.N.C.L.E.) – serie TV, episodi 1x06-1x16 (1966-1967)
- Ai confini dell'Arizona (The High Chaparral) – serie TV, episodio 1x16 (1967)
- Hondo – serie TV, episodio 1x10 (1967)
- Tarzan – serie TV, episodio 2x21 (1968)
- Operazione ladro (It Takes a Thief) – serie TV, episodio 2x18 (1969)
- Charlie's Angels – serie TV, episodio 1x13 (1977)
- Alla conquista del West (How the West Was Won) - serie TV, episodio 3x11 (1979)

## Doppiatori italiani
- Emilio Cigoli in L'avventuriera, Nebbia sulla Manica, La ragazza di Las Vegas, Sangaree, Il tesoro del Rio delle Amazzoni, La vedova allegra, Vita inquieta, Duello nella Sila
- Adolfo Geri in La lama di Toledo
- Stefano Sibaldi in Il diamante del re
- Renato Turi in Rose Marie
- Renato Izzo in D'Artagnan contro i 3 moschettieri
- Arturo Dominici in El Verdugo
- Gianni Marzocchi in Charlie's Angels
- Gianni Bertoncin in La ricerca dell'America